# Фарафонов, Георгий Николаевич
Гео́ргий Никола́евич Фарафо́нов (1 апреля 1919, дер. Фарафоново, Орловская губерния, РСФСР — 19 мая 1993, Москва) — советский дипломат. Чрезвычайный и полномочный посол.

## Биография
Окончил Московское высшее техническое училище имени Баумана, работал инженером по разработке систем ПВО. Затем окончил Дипломатическую академию. На дипломатической работе с 1946 года.
В 1946—1949 годах — сотрудник центрального аппарата МИД СССР.
В 1949—1952 годах — сотрудник Посольства СССР в Швеции.
В 1953—1954 годах — сотрудник Совинформбюро.
В 1954—1958 годах — сотрудник центрального аппарата МИД СССР.
В 1958—1963 годах — первый секретарь, советник Посольства СССР в Швеции.
В 1963—1966 годах — на ответственной работе в центральном аппарате МИД СССР.
В 1966—1972 годах — советник-посланник Посольства СССР в Финляндии.
В 1972—1975 годах — на ответственной работе в центральном аппарате МИД СССР.
С 14 марта 1975 по 16 июля 1979 года — чрезвычайный и полномочный посол СССР в Исландии.
С 1979 года — заведующий Отделом Скандинавских стран МИД СССР.
Выйдя на пенсию, стал председателем совета ветеранов МИД СССР, а затем — МИД РФ.
Скоропостижно скончался в Москве от обширного инфаркта. Похоронен в Москве на Троекуровском кладбище.

## Семья
Дочь — Лариса Георгиевна Фарафонова (род. 1947), директор ВКИЯ МИД РФ. Награждена медалью ордена «За заслуги перед Отечеством» II степени.